# Бочкар Віталій Вікторович
Віта́лій Ві́кторович Бочка́р (1967—2022) — штаб-сержант Збройних Сил України, учасник російсько-української війни.

## Життєпис
Народився 21 вересня 1967 року в місті Гай Оренбурзької області Росії.
Брав участь в ООС.
Військову службу проходив у 91-му окремому Охтирському полку підтримки.
Загинув 26 лютого 2022 в районі міста Охтирка.

## Нагороди та вшанування
- Орден «За мужність» III ступеня[1].
- Почесний громадянин міста-героя Охтирки.